# Flâmine

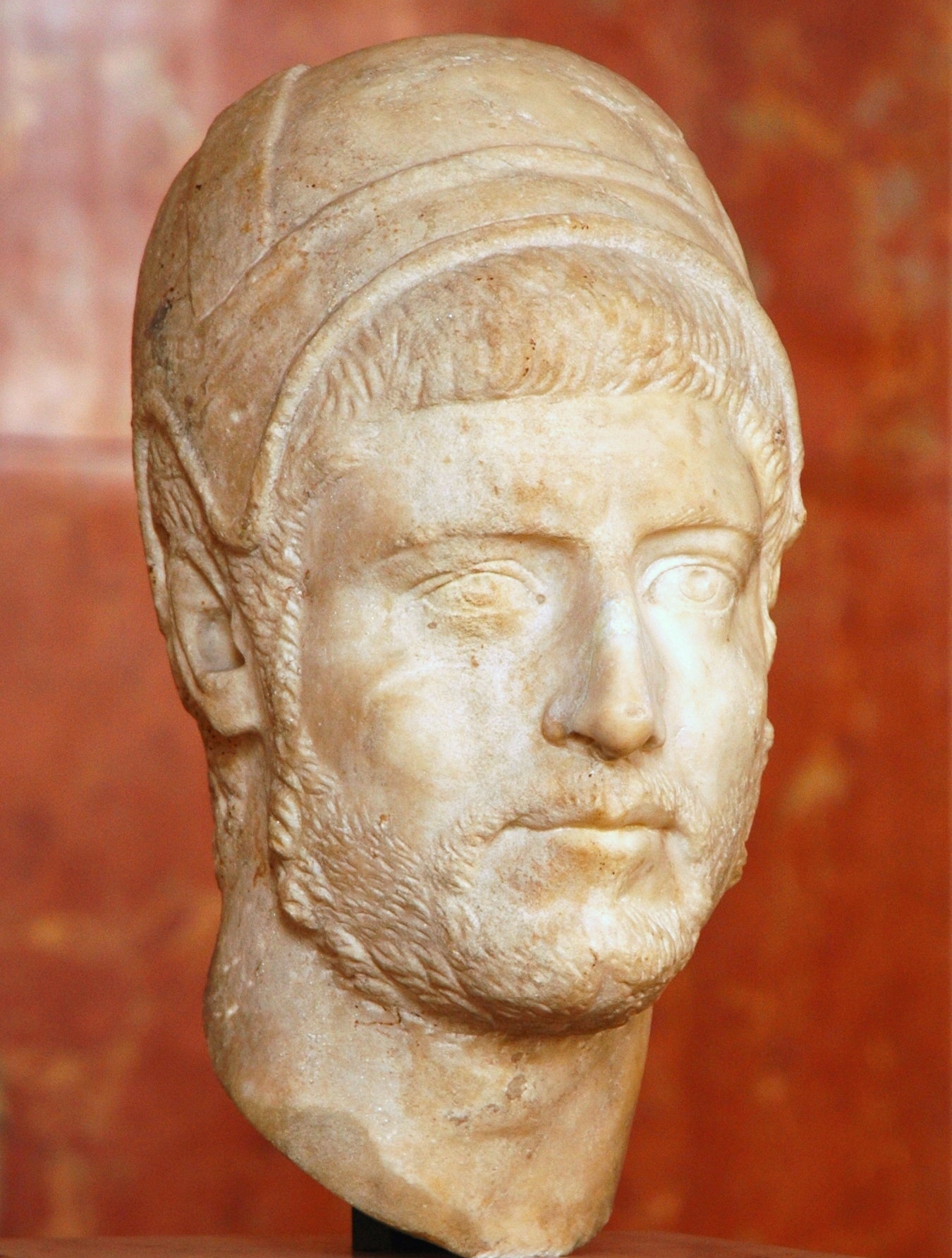
Busto dum flâmine, século III, Museu do Louvre (Paris).

Flâmine (em latim: Flamen) era, na religião romana, um sacerdote a quem era designado um dos deuses ou deusas patrocinados pelo Estado. Havia quinze flâmines na República Romana, dos quais os mais importantes eram os flâmines maiores (flamines maiores; "sacerdotes principais"), que serviam os três principais deuses romanos da chamada Tríade Arcaica; os doze restantes, dois dos quais são desconhecidos hoje em dia, eram os flâmines menores (flamines minores; "sacerdotes menores").
Os quinze flâmines faziam parte do Colégio Pontifício, que administrava a religião estatal em Roma. Quando o cargo de flâmine estava vago, um pontífice podia servir como substituto temporário — embora se saiba que apenas o pontífice máximo (pontifex maximus) tenha substituído o Flâmine Dial.
A roupa oficial do flâmine, de tradição muito antiga, era um chapéu chamado de apex, e uma capa pesada de lã chamada de laena. Esta possuía duas camadas de tecido, além de extremidades com franjas, e era vestida sobre a toga do flâmine, com uma fivela que a segurava em torno da garganta. Já o apex era um gorro de couro, com uma alça que o prendia no queixo e uma ponta de madeira de oliveira em seu topo, como um fuso, com um pequeno chumaço de lã na sua base.

## História e etimologia
Na época da reforma religiosa empreendida pelo primeiro imperador romano, Augusto, as origens e funções de diversos deuses, há muito negligenciados, residentes em Roma, eram confusas até mesmo para os próprios romanos. A obscuridade de algumas das divindades a quem eram designados flâmines (como Falacer, Palátua, Quirino e Volturno) sugere que o cargo era antigo. Muitos estudiosos calculam que os flâmines existam desde pelo menos os primeiros reis de Roma, antes da República Romana. Esta opinião acadêmica está de acordo com a própria crença romana, que creditava a fundação de sua casta sacerdotal a Numa Pompílio, segundo rei de Roma.
A origem da palavra latina flamen é tão obscura quanto alguns dos deuses indicados. O indo-europeísta Georges Dumezil tentou ligá-la à palavra sânscrita brâman, porém esta etimologia é controversa. Já o filólogo norueguês Sophus Bugge sugeriu em 1879 que flamen viria de uma forma antiga, *flădmen, relacionada ao termo germânico blót; ambas, por sua vez, derivariam da palavra proto-indo-europeia*bhlād(s)men. Os flâmines estavam sujeitos a diversos tabus.

## Flâmines maiores
Exigia-se que os três flâmines pertencessem à classe social dos patrícios.
O flâmine dial (flamen Dialis) supervisionava o culto a Júpiter, divindade dos céus e soberano dos deuses.
O flâmine marcial (flamen Martialis) supervisionava o culto a Marte, o deus da guerra, e liderava os serviços públicos nos dias consagrados ao deus. A lança sagrada de Marte era brandida ritualmente pelo Flâmine Marcial quando as legiões se preparavam para a batalha.
O flâmine quirinal (flamen Quirinalis) supervisionava o culto a Quirino, que presidia sobre a vida social organizada dos romanos, e era relacionado ao aspecto pacífico de Marte. O Flâmine Quirinal conduzia os serviços públicos nos dias consagrados a Quirino.
Um quarto flâmine maior foi adicionado, após 44 a.C., dedicado a Júlio César. Quando o culto imperial foi implementado, também se adicionaram novos flâmines para cultuar os divinos imperadores.

## Flâmines menores
Os doze flâmines menores podiam ser plebeus. Algumas das divindades que veneravam eram um tanto obscuras, e apenas dez são conhecidos por nome (ao lado, a divindade pelo culto da qual era responsável):
- Flâmine Carmental (Flamen Carmentalis; Carmenta)
- Flâmine Cerial (Flamen Cerialis; Ceres)
- Flâmine Falacer (Flamen Falacer; Falacer)
- Flâmine Floral (Flamen Floralis; Flora)
- Flâmine Furrial (Flamen Furrialis; Furrina)
- Flâmine Palatual (Flamen Palatualis; Palátua)
- Flâmine Pomonal (Flamen Pomonalis; Pomona)
- Flâmine Portunal (Flamen Portunalis; Portuno)
- Flâmine Volcanal (Flamen Volcanalis; Vulcano)
- Flâmine Volturnal (Flamen Volturnalis; Volturno)

Havia ainda dois outros flâmines menores durante o período republicano da história de Roma, porém os deuses que eles cultuavam não são conhecidos. Os deuses cultuados pelos dez flâmines menores citados já são obscuros, o que torna duvidosa qualquer especulação sobre os outros dois.
Finalmente, cada cúria tinha um flâmine curial, responsável pelas celebrações religiosas da cúria.